# 넥서스 S
구글 넥서스 S (Google Nexus S)는 삼성전자가 제조하고, 구글이 판매하는 안드로이드 스마트폰이다. 모델명은 GT-i9020. 구글의 최고경영자 에릭 슈미트가 2010년 11월 15일에 웹 2.0 회의에서 발표하였으며 안드로이드 2.3 진저브레드를 채용하였다. 이 전화는 미국에서 2010년 12월 16일부터, 영국에서는 12월 20일부터 구매할 수 있다. 하드웨어와 소프트웨어 모두 근거리 무선 통신(NFC)을 지원하는 최초의 안드로이드 기기이다.

## 출시 과정
2010년 11월 1일, 업계관계자를 통해 구글이 진저브레드를 탑재한 레퍼런스 폰을 11월말 경에 일반에게 공개한다는 사실이 알려졌다.

## 안드로이드2.3 진저브레드업그레이드
넥서스 S는 2.3.1 진저브레드를 탑재하여 출시했다.

## 4.0 아이스크림 샌드위치업그레이드
넥서스 S의 최신 OS 업그레이드판인 아이스크림 샌드위치 (IceCream Sandwich, ICS)는 본래 2012년 1월에 공개가 되었다. ICS를 탑재 출시한 갤럭시 넥서스가 출시된지 3개월만이었다. 본래 구글의 OTA 업그레이드 가이드라인은 OTA 업그레이드 공개 후 즉시 업그레이드이나, 미국, 유럽 연합 등 해외의 업데이트만 이루어졌고, 대한민국의 ICS 업그레이드는 3개월이 조금 늦은 4월 28일부터 OTA 업그레이드를 실시하고 있다.
넥서스S는 구글에서 약 1년에 하나 정도 만드는 "레퍼런스" 휴대폰이기 때문에 구글에서 직접 OTA를 배포한다. 진저브레드 2.3.6에서 4.0.4로 업데이트되는데 필요한 용량은 약 110MB가 필요하고, 통신사의 별도 승인 없이 아이스크림 샌드위치를 순정 상태로 사용할 수 있다. 기본 내장앱은 약 25개이고 볼륨▽버튼과 홀드 버튼을 함께 눌러 스크린 샷을 찍을 수도 있다.
또한 루팅을 통하여 수백가지의 커스텀 롬을 마음대로 선택하여 이용할 수 있다.

## 4.1 젤리빈업그레이드
넥서스 S용 젤리빈의 제작 및 검증이 완료되었으며, 이는 동급의 갤럭시S에 비해 2세대나 뛰어넘은 것으로, 레퍼런스 스마트폰의 장점을 보여준다. OTA를 통한 공식 업그레이드도 받을 수 있지만, 구글 USB드라이버를 다운받고 CWM(ClockWorkMod) Recovery 모드를 통하여 수백가지가 나와있는 커스텀 롬을 이용할 수도 있다. 화면에 터치하는 동시에 CPU와 GPU가 손가락의 움직임에 집중하게 한다는 프로젝트 버터를 통하여 훨씬 부드러워졌고 각종 버그도 고쳐졌다고 한다.
2012년 7월 30일 넥서스 S 용의 4.1.1 버전의 젤리빈이 T-모바일을 통해 OTA로 공개되었으며, 이후 2012년 10월 13일 4.1.2 버전의 젤리빈 이 T-모바일을 통해 OTA 업데이트가 공개되었다.
그러나 4.1.2를 최종으로 OS 업그레이드가 중단되었다.
향후 업데이트 계획은 없다.

## 변종
주파수 또는 통신방법, 기저대역의 차이로 기기명과 지원 주파수가 다르다.
SHW-M200K/S (대한민국)
- 900 / 1700 / 2100 MHz UMTS, 슈퍼 AMOLED

GT-i9020T (미국 티모바일)
- 900 / 1700 / 2100 MHz UMTS, 슈퍼 AMOLED

GT-i9020A (미국 AT&T)
- 850 / 1900 / 2100 MHz UMTS, 슈퍼 AMOLED

SPH-D720 (넥서스 S 4G, 미국 스프린트)
- CDMA EV-DO 리비전 A, WiMax(와이브로), 슈퍼 AMOLED

## 같이 보기
- 넥서스 원
- 갤럭시 넥서스
- 삼성 갤럭시 S